# Eutelia promiscua
Eutelia promiscua là một loài bướm đêm trong họ Noctuidae.